# ベルク (ポロヴェツ族)
ベルク（ビュグレク）（ロシア語: Белук(Бюглек)）はポロヴェツ族の族長（ハーン）である。
ベルクは『イーゴリ遠征物語』に語られるポロヴェツ族のグザークの父である。また、ベルクの娘は1162年にルーシの公（クニャージ）・リューリクに嫁いだ。

## 子
- グザーク
- イザィ(ru)
- 娘